# Duitsland op het Eurovisiesongfestival 1986
Duitsland deed mee aan het Eurovisiesongfestival 1986 in Bergen. Het was de 31ste deelname van het land op het Eurovisiesongfestival.

## Selectieprocedure
De finale werd gehouden in het Duitse theater in München en werd gepresenteerd door Sabrina Lallinger en Wenche Myhre.
In totaal deden er 12 acts mee aan deze nationale finale.
De winnaar werd gekozen door een representatief panel van 500 mensen.
| Volgorde | Artiest                    | Lied                                             | Punten | Plaats |
| -------- | -------------------------- | ------------------------------------------------ | ------ | ------ |
| 1        | That's Life                | Telefon                                          | 2011   | 12de   |
| 2        | Günther-Eric Thöner        | Du bist der Wind, der meine Flügel trägt         | 2893   | 9de    |
| 3        | Dschinghis Khan            | Wir gehör'n zusammen                             | 4088   | 2de    |
| 4        | Ingrid Peters              | Über die Brücke geh'n                            | 4236   | 1ste   |
| 5        | Clowns                     | Clowns                                           | 3597   | 6de    |
| 6        | Steffi Hinz                | Ich habe niemals nie gesagt                      | 2769   | 10de   |
| 7        | Mister Fisto               | Rein und klar wie's früher war                   | 2102   | 11de   |
| 8        | Headline                   | Europa                                           | 3871   | 5de    |
| 9        | Margit P.                  | Der Sonne entgegen                               | 2923   | 8ste   |
| 10       | Chris Heart and Band       | Die Engel sind auch nicht mehr das was sie war'n | 4027   | 3de    |
| 11       | Joy Fleming and Marc Berry | Miteinander                                      | 3989   | 4de    |
| 12       | Tie Break                  | Kopf oder Zahl                                   | 3118   | 7de    |

## In Bergen
In de finale van het Eurovisiesongfestival 1986 moest Duitsland optreden als 14de, net na België en voor Cyprus. Op het einde van de stemming bleek dat ze op een 8ste plaats geëindigd was met 62 punten.
Men ontving 1 keer het maximum van de punten.
Nederland gaf geen punten en België gaf 7 punten aan deze inzending.

### Gekregen punten
| 12 punten             | 10 punten  | 8 punten                           | 7 punten              | 6 punten      |
| --------------------- | ---------- | ---------------------------------- | --------------------- | ------------- |
| - Verenigd Koninkrijk |            | - Ierland - Luxemburg - Oostenrijk | - België - Denemarken |               |
| 5 punten              | 4 punten   | 3 punten                           | 2 punten              | 1 punt        |
| - Zweden              | - Portugal |                                    | - Finland             | - Joegoslavië |

### Gegeven punten
Punten gegeven in de finale:
| 12 punten | Luxemburg           |
| 10 punten | Nederland           |
| 8 punten  | Turkije             |
| 7 punten  | Denemarken          |
| 6 punten  | Noorwegen           |
| 5 punten  | Verenigd Koninkrijk |
| 4 punten  | Zweden              |
| 3 punten  | Finland             |
| 2 punten  | Oostenrijk          |
| 1 punt    | België              |

1956 · 1957 · 1958 · 1959 · 1960 · 1961 · 1962 · 1963 · 1964 · 1965 · 1966 · 1967 · 1968 · 1969 · 1970 · 1971 · 1972 · 1973 · 1974 · 1975 · 1976 · 1977 · 1978 · 1979 · 1980 · 1981 · 1982 · 1983 · 1984 · 1985 · 1986 · 1987 · 1988 · 1989 · 1990 · 1991 · 1992 · 1993 · 1994 · 1995 · 1996 · 1997 · 1998 · 1999 · 2000 · 2001 · 2002 · 2003 · 2004 · 2005 · 2006 · 2007 · 2008 · 2009 · 2010 · 2011 · 2012 · 2013 · 2014 · 2015 · 2016 · 2017 · 2018 · 2019 · 2020 · 2021 · 2022 · 2023 · 2024 · 2025